# Estación de La Peña
La Peña es una estación ferroviaria situada en la ciudad de Bilbao en la comunidad autónoma del País Vasco en el norte de España. Forma parte de la línea C-3 de Cercanías Bilbao operada por Renfe. Fue inaugurada el 25 de enero de 2005 para dar servicio al barrio bilbaíno de La Peña en el distrito de Ibaiondo. Su construcción que costó cerca de 6,5 millones de euros fue impulsada por la sociedad Bilbao Ría 2000.

## Situación ferroviaria
La estación se encuentra en el punto kilométrico 246,5 de la línea férrea de Castejón a Bilbao por Logroño y Miranda de Ebro a 41 metros de altitud.

## La estación
Se encuentra sobre una ladera, por lo que el acceso a la misma se realiza mediante ascensores o escaleras superando un desnivel de 20 metros. Con la construcción de la estación se reurbanizó parte del barrio de La Peña y se creó una plaza junto a esta. Dispone de dos andenes laterales cubiertos con marquesinas a los que acceden dos vías. Cuenta también con un vestíbulo, venta de billetes y sistemas de información.
La estación está próxima al trazado localmente paralelo de la vía de ancho métrico Ariz - Basurto.

## Servicios ferroviarios

### Cercanías
Los trenes de la línea C-3 de la red de Cercanías Bilbao que opera Renfe tienen parada en la estación. Entre semana, la frecuencia media es de un tren cada doce-nueve minutos. Dicha frecuencia pasa a ser de treinta minutos los fines de semana. Los trenes CIVIS de la línea se detienen en la estación. El trayecto La Peña-Abando se realiza en cuatro minutos.
| procedencia/destino | < estación | Línea | estación > | destino/procedencia |
| ------------------- | ---------- | ----- | ---------- | ------------------- |
| Bilbao Abando       | Miribilla  |       | Ollargan   | Orduña              |